# Maja (Chorwacja)
Maja – wieś w Chorwacji, w żupanii sisacko-moslawińskiej, w mieście Glina. W 2011 roku liczyła 168 mieszkańców.